# Fresquiennes
Fresquiennes è un comune francese di 1 071 abitanti situato nel dipartimento della Senna Marittima nella regione della Normandia.

## Società

### Evoluzione demografica
Abitanti censiti